# Hôtel-Dieu di Carpentras
L'Hôtel-Dieu de Carpentras è uno dei più antichi ospedali della capitale della Contado Venassino. Non è il primo ospedale creato a Carpentras, ma è stato il più grande, prima della creazione di un moderno ospedale nel 2002.
Nel 1735, Joseph-Dominique d'Inguimbert divenne vescovo di Carpentras, sua città natale, dopo due decenni trascorsi a Roma.
Questo anziano domenicano appassionato di cultura e letteratura, oltre che di scienza, è stato il fondatore di due istituzioni di Carpentras: una biblioteca, che oggi porta il suo nome, Biblioteca Inguimbertina, e l'Hôtel-Dieu. La prima pietra fu posta il 18 settembre 1750. I progetti sono stati elaborati da Antoine d'Allemand, a cui si deve anche l'Hôtel Salvador di Avignone. Il prezzo è stato di 350 000 livre. Ai fondi del vescovo, si sono aggiunti quelli del comune per 110 000 livre. La cappella è stata oggetto di uno specifico finanziamento, di 95 000.